# Sekundærrute 289

Sekundærrute 289 er en rutenummereret landevej på Lolland.
Ruten strækker sig fra Maribo til Nakskov.
Rute 289 har en længde på ca. 36 km.